# 吴泾热电厂
吴泾热电厂又稱吳涇電廠、吴泾热电，是位于中華人民共和國上海市閔行區黄浦江上游附近的一個热力发电厂，該發電廠隸屬於上海电力股份有限公司。該發電廠总装机容量達到35万千瓦。

## 历史
吴泾热电厂一期工程于1958年开工，最初起名上海熱電廠，1958年10月1日改名為吴泾热电厂。1959年11月5日，第一台機組投產。12月20日，1號鍋爐爐管爆破，造成1人死亡，並造成電廠停止發電。1960年1月17日全部竣工。 自建成以来，该工厂经历了多次扩建。 
2017年9月，一位中国网友散布谣言，称吴泾热电厂发生爆炸。結果該網友被闵行警方行政拘留三天。 